# Droga wojewódzka 160
Die Droga wojewódzka 160 (DW 160) ist eine Woiwodschaftsstraße in Polen, die die Stadt Suchań und das Dorf Miedzichowo verbindet. Die Gesamtlänge beträgt 130 Kilometer. 
Die Straße führt durch drei Woiwodschaften: Westpommern, Lebus, Großpolen und deren fünf Kreise: Stargard, Choszczno, Strzelce Krajeńskie, Międzychód und Nowy Tomyśl.

## Quelle
- Zarządzenie Nr. 74 Generalnego Dyrektora Dróg Krajowych i Autostrad z dnia 2 grudnia 2008 r.